# 近衛豊子
近衛 豊子（このえ とよこ、1823年2月1日（文政5年12月21日） - 1853年4月2日（嘉永6年2月24日））は、幕末の女性。紀州藩第12代藩主・徳川斉彊の正室（御簾中）。父は広幡基豊。養父は近衛忠煕。院号は観如院。

## 生涯
内大臣・広幡基豊の娘として生まれ、後に関白・近衛忠煕の養女となる。1839年（天保10年）、紀州藩第12代藩主・徳川斉彊の正室となるも、子供は生まれなかった。
1853年（嘉永6年）、死去。享年32。墓所は和歌山県海南市にある長保寺。